# Abázové
Abázové či Abazinci (abazinsky Абаза / Abaza) je národ, který žije především v regionu Karačajsko-Čerkesko, kde jejich jazyk abazinština patří mezi úřední, a dále ve Stavropolském kraji na ruském Kavkaze a v Turecku. Celkem jich je kolem 50 000. Jazykově patří do abchazsko-adygejské skupiny kavkazských jazyků a nábožensky jsou to většinou sunnité.